# 第4族元素
| 族   | ← 4 →  |
| 周期 |        |
| 4    | 22 Ti  |
| 5    | 40 Zr  |
| 6    | 72 Hf  |
| 7    | 104 Rf |

第4族元素（だい4ぞくげんそ、Group 4 element）は、IUPAC形式での周期表において第4族元素に属する元素の総称。チタン族元素とも呼ばれる。チタン・ジルコニウム・ハフニウム・ラザホージウムがこれに分類される。
いずれも金属元素（遷移金属）で、単体では全て融点が1800℃以上である。すべての第4族元素は原子価殻に4つの電子を持ち、4価の陽イオンになりやすい傾向があるが、それ以外の価数の化合物にもなりうる。
閉殻していないd軌道を持つため遷移元素として取り扱われる。

## 性質
第4族元素は価電子にs2の2電子を持つ電子構造を有する。
|                                    | チタン 22Ti | ジルコニウム 40Zr         | ハフニウム 72Hf           |
| ---------------------------------- | ----------- | ------------------------- | ------------------------- |
| 電子配置                           | [Ar]3d24s2  | [Kr]4d25s2                | [Xe]4f145d26s2            |
| 第1イオン化エネルギー （kJ mol-1） | 658.8       | 640.1                     | 654                       |
| 第2イオン化エネルギー （kJ mol-1） | 1309.8      | 1270                      | 1440                      |
| 第3イオン化エネルギー （kJ mol-1） | 2652.5      | 2218                      | 2250                      |
| 第4イオン化エネルギー （kJ mol-1） | 4174.6      | 3313                      | 3210                      |
| 電子親和力 （電子ボルト）          | 0.079       | 0.426                     | ≈0                        |
| 電気陰性度 （Allred-Rochow）       | 1.32        | 1.22                      | 1.23                      |
| イオン半径 （pm; M4+）             | 75（6配位） | 86 （6配位） 98 （8配位） | 85 （6配位） 97 （8配位） |
| 金属結合半径 （pm）                | 145         | 159                       | 156                       |
| 融点 （K）                         | 1941        | 2128                      | 2506                      |
| 沸点 （K）                         | 3560        | 4682                      | 4876                      |
| 還元電位 E0 （V）                  |             | -1.55 （M4+/M）           | -1.71 （M4+/M）           |

これら4族元素に属する3元素は、酸化数が+4の状態が最も安定である。チタンは条件により低酸化数状態(+3)をとり得るが、ジルコニウム、ハフニウムが酸化数+4以下の状態を取ることは稀である。
これら3元素の単体金属はいずれも、銀白色の金属光沢を持ち融点が高い性質を持つ。また、常温においては表面の酸化皮膜の不動態を形成するので腐食に対して抵抗する。H2S、SO2、FeCl2、H2CrO4などにも腐食されない。
一方、単体金属は高温状態において反応し、酸素（〜約500K）から二酸化物（MO2）、ハロゲン（〜約600K）から四ハロゲン化物（MX4）、水素（〜約1000K）から不定比水素化物（MH1.7〜2.0）、窒素（〜約1000K）から一窒化物（MN）、二酸化炭素（〜約1300K）から金属カーバイト（MC）、ホウ素（〜約1300K）からホウ化物（MBまたはMB2）を与える。高温時窒素とも反応するので、チタンをハロゲン化物から還元する場合はテルミット法が用いられる。
また、これら3元素の単体金属はいずれも鉱酸に溶けにくく、チタンが熱い塩酸に溶けて三塩化物（TiCl3）となるのが特徴的である。アルカリ溶液とは冷時、熱時を問わず反応しない。

## ハロゲン化物
4族元素の四ハロゲン化物は水と反応し、酸化物とハロゲン化水素とに分解する。例えば塩化チタン(IV) TiCl4は空気中の水分と反応し白煙（TiO2あるいはさらに湿度が高ければHClが凝集させた霧）を上げる。
4族元素の三ハロゲン化物は塩化チタン(III) TiCl3が安定な水溶液あるいは水和物を形成しうるのに対して、そのほかは水に不安定である。ハロゲン化ジルコニウム(III) ZrX3（X=Cl, Br, I）またはHfBr3、HfI3の無水和物は知られているものの、+3価のイオンは水溶液中では不均化により+4価のイオン等になる。
4族元素の二ハロゲン化物は非常に不安定であり、四ハロゲン化物を水素あるいは単体金属で還元することで生成する。

## 引用文献
1. 化学便覧 基礎編, 日本化学会編, 改訂5版, 丸善
2. R.B.ヘスロップ, K. ジョーンズ, 無機化学, 東京化学同人